# Hazel Clark

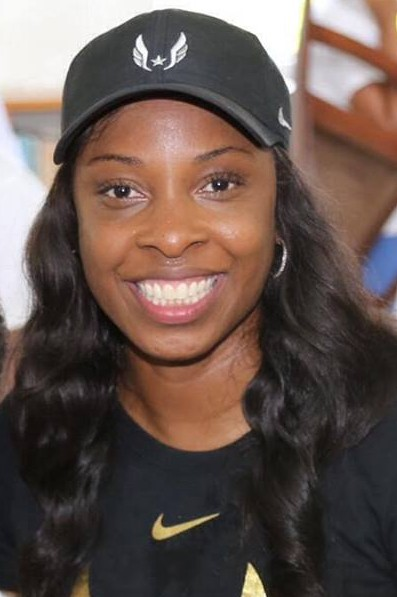
Hazel Clark 2014

Hazel Clark-Riley, geborene Clark, (* 3. Oktober 1977 in Livingston, New Jersey) ist eine ehemalige US-amerikanische Leichtathletin, die im 800-Meter-Lauf aktiv war.

## Leben
Nachdem sie ihre ersten Erfolge bei den US-amerikanischen Universitätsmeisterschaften Ende der 1990er Jahre hatte, wurde sie 2000 erstmals US-amerikanische Meisterin über 800 m. Bei diesem Finale blieben die ersten drei Plätze in der Familie Clark, denn ihre Schwägerin Jearl Miles-Clark wurde Zweite und ihre Schwester Joetta Clark Diggs Dritte. Hazel fuhr anschließend zu den Olympischen Spielen nach Sydney und wurde dort im Finale Siebte.
Im März 2001 wurde Clark positiv auf Pseudoephedrin getestet und verwarnt. Nachdem sie 2001 bei den US-Meisterschaften Zweite geworden war, startete sie auch bei den Weltmeisterschaften in Edmonton, erlitt jedoch im Halbfinale einen Ermüdungsbruch, von dem sie sich erst 2003 wieder erholte. Ihre Starts im Jahr 2003 waren allerdings nicht von Erfolg gekrönt. Bei den US-Meisterschaften wurde sie nur Fünfte und konnte deshalb nicht an den Weltmeisterschaften 2003 in Paris teilnehmen.
Bei den Olympischen Spielen 2004 schied Clark in Athen im Vorlauf aus. Erst 2005 erreichte sie wieder die frühere Form und wurde erneut US-Meisterin über 800 m. Bei den Weltmeisterschaften 2005 in Helsinki erreichte sie wieder ein großes Finale und wurde erneut Siebte wie schon in Sydney 2000. Bei den Weltmeisterschaften 2007, den Olympischen Spielen 2008 und den Weltmeisterschaften 2009 verpasste sie den Endlauf.

## Persönliche Bestzeiten
- 800-Meter-Lauf – 1:57,99 Minuten, 2005
- 1500-Meter-Lauf – 4.16,04 Minuten, 2000